# Privateering
Privateering es el séptimo álbum de estudio del músico Mark Knopfler, publicado por la compañía discográfica Mercury Records en septiembre de 2012. El álbum, el primero doble en los 35 años de carrera musical de Knopfler, incluyó veinte canciones originales que integran el blues rock con géneros como el folk tradicional y el country. Grabado entre marzo y diciembre de 2011, el álbum recibió críticas positivas en Europa y alcanzó el primer puesto en las listas de discos más vendidos de Austria, Alemania, Noruega y los Países Bajos, así como la segunda y tercera posición en Bélgica, Italia, Nueva Zelanda, Polonia, España, Suecia y Suiza. El álbum también llegó al puesto ocho en la lista británica UK Albums Chart.

## Trasfondo
Privateering supuso el primer álbum de Mark Knopfler en tres años. Su anterior trabajo, Get Lucky, fue publicado en septiembre de 2009, respaldado por una gira entre el 8 de abril y el 31 de julio de 2010. En enero de 2011, Knopfler produjo el álbum de Bap Kennedy The Sailor's Revenge en los British Grove Studios de Londres. Knopfler había construido el estudio de grabación en 2005 y grabó Kill To Get Crimson (2007) y Get Lucky (2009) en las instalaciones. Para el proyecto de Kennedy, Knopfler contó con la ayuda de varios músicos de sesión, incluyendo  Jerry Douglas, Glenn Worf, John McCusker y Michael McGoldrick. Además, a ellos se unieron James Walbourne, Ian Thomas y Guy Fletcher. En marzo de 2011, Knopfler y Fletcher regresaron a los British Grove para empezar a trabajar en el siguiente álbum en solitario de Knopfler.

## Grabación
Privateering fue grabado en el estudio 2 de los British Grove Studios de Londres entre el 4 de marzo y el 7 de diciembre de 2011, con sobregrabaciones de voces y batería y orquestaciones grabadas en febrero de 2012. El 4 de marzo, Knopfler y Guy Fletcher comenzaron a producir el nuevo disco. Durante los siguientes tres meses, a medida que Knopfler recorría las nuevas canciones, ambos discutieron posibles arreglos y la mejor instrumentación para apoyar cada canción. Knopfler probó numerosas guitarras de su colección para buscar el sonido adecuado para cada canción. Al respecto, Fletcher escribió en el diario de grabación: «Todas y cada una de las guitarras a mano tiene características diferentes y puede prestarse a una canción en particular. El problema es que no hay manera de saberlo a menos que las probemos todas, por lo que parte de nuestra rutina cuando empezamos una grabación es buscar qué guitarra será la mejor para la canción».

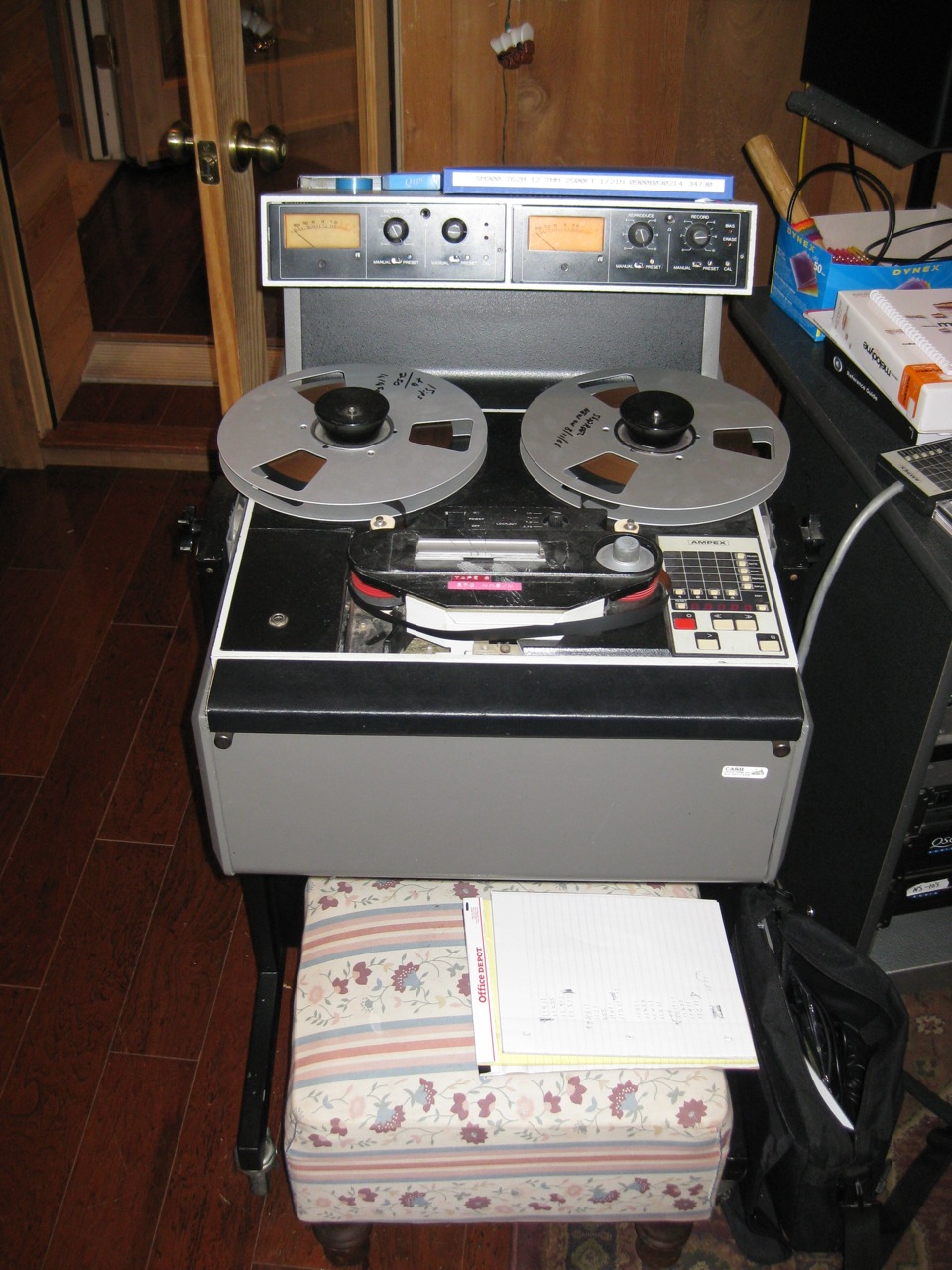
Privateering fue mezclado usando una grabadora multipista Ampex ATR-100.

A finales de mayo de 2011, Knopfler y Fletcher se unieron en el estudio a Glenn Worf (bajo), Richard Bennett (guitarra) y Jim Cox (piano y órgano), así como a Ian Thomas (batería), que había tocado en el álbum de Bap Kennedy a comienzos de año.  A principios de junio, este grupo central estuvo acompañado por los músicos de folk John McCusker (violín), Michael McGoldrick (gaita) y Phil Cunningham (acordeón), con Paul Franklin (pedal steel guitar) uniéndose a finales del mismo mes. El proceso de grabación que Knopfler y Fletcher escogieron para Privateering involucró la pregrabación de las canciones con el grupo central, para a continuación incluir las pistas grabadas con los músicos de folk. Para algunas pistas, el grupo central registró las pistas básicas sobre pistas preliminares que Knopfler y Fletcher habían trabajado.
La grabación continuó durante el verano de 2011. En septiembre, el trabajo en Privateering se suspendió mientras Knopfler y su grupo preparaba la gira europea con Bob Dylan que duró entre el 6 de octubre y el 20 de noviembre. El 21 de noviembre, la banda volvió a los British Grove Studios durante dos semanas para completar la grabación de Privateering. Knopfler y su grupo estuvieron acompañados por dos músicos invitados, Tim O'Brian (mandolina) y Kim Wilson (arpa). La última sesión de grabación tuvo lugar el 7 de diciembre.
Knopfler, Fletcher y Ainlay pasaron gran parte de enero y febrero de 2012 mezclando las pistas de Privateering en los mismos estudios de grabación. El proceso de mezclar las pistas maestras involucró tres grabadoras analógicas de dos pistas Ampex ATR-100. También realizaron mezclas digitales con interfaces de Prism y Apogee en Pro Tools de 96k y 192k. El equipo volvió a escuchar todas las cintas en todos los formatos y escogieron cuáles eran las mejores para cada canción. Fletcher escribió: «Los resultados son más raros de lo que esperábamos, con tanto lo analógico como lo digital ganando preferencia, aunque lo analógico tiende a ganar la mayoría de las veces».

## Publicación
Privateering fue publicado el 3 de septiembre de 2012 en Canadá y Europa en tres formatos: 
- Edición estándar. Incluyó dos discos con un total de veinte canciones, bien en disco compacto o en disco de vinilo.

- Edición deluxe. Incluyó las canciones de la edición estándar junto a un CD extra con cinco canciones extra de ensayos en directo realizados en el otoño de 2011, con un empaquetado y un libreto distintos.

- Edición super deluxe. Incluyó los dos CD de la edición estándar, la misma edición en formato LP, así como un tercer disco con tres temas extra y un flyer con un código exclusivo para descargar un concierto completo a través de la web oficial de Knopfler. La edición, en formato de caja recopilatoria, también incluyó un DVD con el documental A Life in Songs.

Privateering no fue originalmente publicado en los Estados Unidos debido a una "disputa contractual" entre Knopfler y su compañía discográfica en el país, Warner Bros. Records. La disputa fue reconocida a través de la web de Knopfler el 14 de septiembre. El 9 de julio de 2013, Knopfler anunció la firma de un nuevo acuerdo de distribución con Universal Music Group, lo que permitió que Privateering fuera finalmente publicado en Norteamérica bajo la compañía Verve Records el 10 de septiembre.

## Recepción
En su reseña para The Gazette, Bernard Perusse otorgó al álbum cuatro sobre un total de cinco estrellas y señaló la continuidad del álbum con los anteriores trabajos de Knopfler en su «mezcla de suaves canciones de folk rock con retratos melancólicos pintados por guitarras acústicas y silbidos». Según Perusse, algunas de las canciones «están a la altura de las mejores en su catálogo», y señala en Privateering como diferencia principal con respecto a anteriores álbumes «el uso económico de rellenos con guitarra eléctrica y un apoyo frecuente en la estructura del blues».
El periodista Simon Gave definió el álbum en su reseña para el diario Daily Express como «líricamente sólido y musicalmente impecable». Según Gage, Knopfler sigue fuerte tras treinta y cinco años en el mundo de la música y «no hay nada que no pueda deleitar a sus seguidores».

«Su voz suena cada vez más a Leonard Cohen y aunque el sabor melancólico que esperamos de Knopfler sigue siendo evidente, hay incursiones hacia el blues y el rock, los cuales le encajan como un traje hecho a medida».

Por otra parte, Helen Brown de The Telegraph otorgó al álbum cuatro sobre un total de cinco estrellas, y lo definió como un «disco cálido, auténtico y duradero: el equivalente musical de una camisa de cuadros muy usada». Según Brown, el séptimo álbum de Knopdler en solitario es «un paseo rústico, a través de dos discos, por las profundas raíces del sonido anglo-americano en el que Knopfler se muestra muy cómodo. Hay country antiguo, blues de carretera, una balada propia de Tom Waits y un anhelo por la gaita celta».
En su reseña para The Financial Times Ludovic Hunter-Tilney dio también al álbum cuatro sobre cinco estrellas y lo definió como «un buen conjunto de canciones sobre la lucha masculina y la salvación». Según Hunter-Tilney, las canciones están rellenas de un elenco knopfleriano de personajes de la clase trabajadora: marineros, granjeros, conductores de camiones... con diferentes estados de ánimo a través de folk rock céltico, retorcidos blues y áspero rock and roll».

## Diseño de portada
La fotografía usada para la portada del álbum fue realizada por Johnny Pilkington y muestra una furgoneta ajada en medio de viejos neumáticos y llantas bajo un cielo sombrío, con un pequeño perro que camina alejándose de la furgoneta. Sobre el título del álbum, Knopfler utilizó la idea de un corsario —un barco de propiedad privada autorizado por el gobierno en tiempos de guerra para capturar buques enemigos— como una analogía para los modernos músicos de rock and roll que hacían su camino en el mundo con un espíritu de independencia y aventura.
La contraportada muestra una parte de la luz de freno trasera de la furgoneta y el parachoques con una pegatina degradada con las letras GB de Gran Bretaña. El libreto que acompaña al álbum incluyó la letra de las canciones y los créditos, así como fotografías de Guy Fletcher mostrando detalles de varias guitarras, un piano Bösendorfer, un micrófono y una consola de grabación.

## Lista de canciones
Todas las canciones escritas y compuestas por Mark Knopfler excepto donde se anota. 
| Disco uno |                                                        |          |  |
| N.º       | Título                                                 | Duración |  |
| 1.        | «Redbud Tree»                                          | 3:19     |  |
| 2.        | «Haul Away»                                            | 4:01     |  |
| 3.        | «Don't Forget Your Hat»                                | 5:15     |  |
| 4.        | «Privateering»                                         | 6:19     |  |
| 5.        | «Miss You Blues» (Tradicional, letra de Mark Knopfler) | 4:18     |  |
| 6.        | «Corned Beef City»                                     | 3:32     |  |
| 7.        | «Go, Love»                                             | 4:52     |  |
| 8.        | «Hot or What»                                          | 4:54     |  |
| 9.        | «Yon Two Crows»                                        | 4:26     |  |
| 10.       | «Seattle»                                              | 4:17     |  |

| Disco dos |                                   |          |  |
| N.º       | Título                            | Duración |  |
| 1.        | «Kingdom Of Gold»                 | 5:22     |  |
| 2.        | «Got To Have Something»           | 4:01     |  |
| 3.        | «Radio City Serenade»             | 5:13     |  |
| 4.        | «I Used To Could»                 | 3:36     |  |
| 5.        | «Gator Blood»                     | 4:15     |  |
| 6.        | «Bluebird»                        | 3:27     |  |
| 7.        | «Dream Of The Drowned Submariner» | 4:57     |  |
| 8.        | «Blood And Water»                 | 5:19     |  |
| 9.        | «Today Is Okay»                   | 4:45     |  |
| 10.       | «After The Bean Stalk»            | 3:54     |  |

| Disco extra (edición deluxe) |                           |          |  |
| N.º                          | Título                    | Duración |  |
| 1.                           | «Why Aye Man»             | 7:12     |  |
| 2.                           | «Cleaning My Gun»         | 4:43     |  |
| 3.                           | «Corned Beef City»        | 4:26     |  |
| 4.                           | «Sailing to Philadelphia» | 7:12     |  |
| 5.                           | «Hill Farmer's Blues»     | 5:18     |  |

| Temas extra (edición super deluxe) |                     |          |  |
| N.º                                | Título              | Duración |  |
| 1.                                 | «Occupation Blues»  | 4:22     |  |
| 2.                                 | «River of Grog»     | 3:42     |  |
| 3.                                 | «Follow the Ribbon» | 8:07     |  |

## Personal
| Músicos - Mark Knopfler: voz, guitarra eléctrica, guitarra acústica y guitarra slide - Richard Bennett: guitarra, bouzouki y tiple - Guy Fletcher: teclados, coros y orquestación - Michael McGoldrick: flauta y gaita - Phil Cunningham: acordeón - Glenn Worf: bajo y contrabajo - Ian Thomas: batería - Jim Cox: piano y órgano - John McCusker: violín y cistro - Paul Franklin: pedal steel - Kim Wilson: armónica - Rupert Gregson-Williams: arreglos - Ruth Moody: coros - Chris Botti: trompeta - Tim O'Brien: mandolina y coros - Nigel Hitchcock: saxofón - John Charnec: clarinete | Equipo técnico - Mark Knopfler: productor musical - Guy Fletcher: productor, ingeniero de sonido y fotografía - Chuck Ainlay: productor e ingeniero - Bob Ludwig: masterización - Johnnie Pilkington: diseño de portada - Big Fish: diseño de portada - Salvador Design: diseño |

## Posición en listas
| País              | Lista                  | Posición |
| ----------------- | ---------------------- | -------- |
| Alemania          | Media Control Chart    | 1        |
| Austria           | Ö3 Austria Top 40      | 1        |
| Australia         | ARIA Albums Chart      | 25       |
| Bélgica (Valonia) | Ultratop 200 Albums    | 2        |
| Bélgica (Flandes) | Ultratop 200 Albums    | 3        |
| Canadá            | Canadian Albums Chart  | 23       |
| España            | Spanish Albums Chart   | 2        |
| Estados Unidos    | Billboard 200          | 33       |
| Finlandia         | Finnish Albums Chart   | 7        |
| Francia           | SNEP Albums Chart      | 10       |
| Noruega           | VG-lista Top 40 Albums | 1        |
| Países Bajos      | Mega Albums Chart      | 1        |
| Reino Unido       | UK Albums Chart        | 8        |
| Suecia            | Albums Top 60          | 2        |
| Suiza             | Hit Parade Top 100     | 2        |